# Messena nigrotaenia
Messena nigrotaenia är en insektsart som beskrevs av Schmidt 1919. Messena nigrotaenia ingår i släktet Messena och familjen Eurybrachidae. Inga underarter finns listade i Catalogue of Life.